# Okręg wyborczy Westminster
Okręg wyborczy Westminster powstał w 1545 r. i wysyłał do angielskiej, a później brytyjskiej Izby Gmin dwóch deputowanych. W 1885 r. liczba mandatów została ograniczona do jednego. Okręg został ostatecznie zniesiony w 1918 r.

## Deputowani do brytyjskiej Izby Gmin z okręgu Westminster

### Deputowani w latach 1545–1660
- 1545–1547: Robert Smallwood
- 1545–1547: John Russell
- 1547–1552: sir George Blagge
- 1547–1552: John Rede
- 1552: Robert Nowell
- 1553–1553: sir Robert Southwell
- 1553–1553: Arthur Stourton
- 1553–1555: William Gyes
- 1554–1554: Richard Hodges
- 1554–1555: William Jennings
- 1555–1555: Arthur Stourton
- 1555–1555: Richard Hodges
- 1558–1558: Nicholas Newdigate
- 1558–1559: John Best
- 1559–1559: Richard Hodges
- 1563–1567: Robert Nowell
- 1563–1567: William Bowyer
- 1571–1571: William Cordell
- 1571–1571: William Staunton
- 1572–1576: Thomas Wilbraham
- 1572–1583: John Dodington
- 1576–1583: John Osborne
- 1584–1587: Robert Cecil
- 1584–1589: Thomas Knyvett
- 1589–1589: Peter Osborne
- 1593–1593: Richard Cecil
- 1593–1598: Thomas Cole
- 1597–1601: Thomas Knyvett
- 1598–1598: Anthony Mildmay
- 1601–1601: William Cooke
- 1640–1648: John Glynne
- 1640–1648: William Bell
- 1656–1658: Edward Cary
- 1656–1659: Colonel Grosvenor

### Deputowani w latach 1660–1885
- 1660–1660: Gilbert Gerard
- 1660–1660: Thomas Clarges
- 1661–1679: sir Philip Warwick
- 1661–1679: sir Richard Everard
- 1679–1679: sir Stephen Fox
- 1679–1685: sir William Pulteney
- 1679–1680: Francis Wythens
- 1680–1685: sir William Waller
- 1685–1687: Charles Bonython, torysi
- 1685–1687: Michael Arnold, torysi
- 1689–1691: sir William Pulteney, wigowie
- 1689–1690: Philip Howard
- 1690–1695: sir Walter Clarges, torysi
- 1691–1698: sir Stephen Fox
- 1695–1701: Charles Montagu
- 1698–1702: James Vernon
- 1701–1701: sir Thomas Crosse, torysi
- 1701–1702: sir Henry Dutton Colt
- 1702–1705: sir Walter Clarges, torysi
- 1702–1705: sir Thomas Crosse, torysi
- 1705–1710: Henry Boyle
- 1705–1708: sir Henry Dutton Colt
- 1708–1715: Thomas Medlycott
- 1710–1722: sir Thomas Crosse, torysi
- 1715–1722: Edward Wortley Montagu, wigowie
- 1722–1722: Archibald Hutcheson, torysi
- 1722–1722: John Cotton, torysi
- 1722–1727: Charles Montagu, wigowie
- 1722–1727: George Carpenter, 1. baron Carpenter, wigowie
- 1727–1734: lord Charles Cavendish, wigowie
- 1727–1741: William Clayton, 1. baron Sundon, wigowie
- 1734–1741: sir Charles Wager, wigowie
- 1741–1747: John Perceval, wicehrabia Perceval, torysi
- 1741–1747: Charles Edwin, torysi
- 1747–1754: Granville Leveson-Gower, wicehrabia Trentham, wigowie
- 1747–1752: sir Peter Warren, wigowie
- 1753–1762: Edward Cornwallis
- 1754–1761: sir John Crosse
- 1761–1763: William Pulteney, wicehrabia Pulteney
- 1762–1770: Edwin Sandys
- 1763–1776: Hugh Percy, hrabia Percy
- 1770–1774: sir Robert Bernard
- 1774–1780: lord Thomas Pelham-Clinton
- 1776–1779: Charles Stanhope, wicehrabia Petersham
- 1779–1780: George Capell-Coningsby, wicehrabia Malden
- 1780–1782: sir George Rodney, wigowie
- 1780–1784: Charles James Fox, wigowie
- 1782–1784: sir Cecil Wray, wigowie
- 1784–1788: Samuel Hood, torysi
- 1784–1806: Charles James Fox, wigowie
- 1788–1790: lord John Townshend, wigowie
- 1790–1796: Samuel Hood, torysi
- 1796–1806: Alan Gardner, torysi
- 1806–1806: Hugh Percy, hrabia Percy, wigowie
- 1806–1807: sir Samuel Hood, torysi
- 1806–1807: Richard Brinsley Sheridan, wigowie
- 1807–1837: sir Francis Burdett, wigowie
- 1807–1818: Thomas Cochrane, lord Cochrane, wigowie
- 1818–1818: sir Samuel Romilly, wigowie
- 1819–1820: George Lamb, torysi
- 1820–1833: sir John Hobhouse, wigowie
- 1833–1841: George de Lacy Evans, wigowie
- 1837–1847: John Temple Leader, wigowie
- 1841–1846: Henry John Rous, Partia Konserwatywna
- 1846–1865: sir George de Lacy Evans, Partia Liberalna
- 1847–1852: Charles Lushington, wigowie
- 1852–1865: sir John Villiers Shelley, Partia Liberalna
- 1865–1874: Robert Grosvenor, Partia Liberalna
- 1865–1868: John Stuart Mill
- 1868–1885: William Henry Smith, Partia Konserwatywna
- 1874–1882: sir Charles Russell, Partia Konserwatywna
- 1882–1885: Algernon Percy, Partia Konserwatywna

### Deputowani w latach 1885–1918
- 1885–1918: William Burdett-Coutts, Partia Konserwatywna